# Gijsbert I van Bronckhorst
Gijsbert I van Bronckhorst (vermeld in 1140) was heer van Bronckhorst en Rekem.
Mogelijk was hij de zoon van Adam van Bronckhorst. Hij of zijn zuster Ermgard stichtte het Norbertinessenklooster in Oud-Rekem.
Gijsbert trouwde met Hedwige, de dochter van Arnold van Rekem en had als kinderen:
- Gijsbert II van Bronckhorst, † vóór 1196, 27 of 28 jaar oud. Ongehuwd overleden.
- Willem I van Bronckhorst (ca. 1171-na 1226), heer van Bronckhorst

Door zijn huwelijk met de dochter van Arnold, werd hij landheer van Rekem.